# 2-acilglicerolo-3-fosfato O-aciltransferasi
La 2-acilglicerolo-3-fosfato O-aciltransferasi è un enzima appartenente alla classe delle transferasi, che catalizza la seguente reazione:
acil-CoA + 2-acil-sn-glicerolo 3-fosfato ⇄ CoA + 1,2-diacil-sn-glicerolo 3-fosfato
I tioesteri saturi dell'acil-CoA sono i donatori di acili più validi.